# Victor von Bruns
Victor von Bruns (Helmstedt, 9 agosto 1812 – Tubinga, 19 marzo 1883) è stato un chirurgo tedesco.

## Biografia
Studiò a Braunschweig, Tubinga, Halle e a Berlino, nel 1843-1882 fu professore di chirurgia presso l'Università di Tubinga. Suo figlio era Paul von Bruns (1846-1916), pure lui professore di chirurgia. Nel 1872 fu uno dei membri fondatori della Società Tedesca di Chirurgia.
Bruns fu uno delle principali autorità nel campo della chirurgia plastica e ricostruttiva, in particolare per la sua specialità nella ricostruzione delle labbra e delle guance. È noto anche per il suo lavoro pionieristico nel campo della laringologia, e per l'esecuzione delle operazioni contro i polipi laringei e tumori.
Bruns rese popolare l'uso delle medicazioni con cotone idrofilo, che in seguito divenne una pratica standard nel trattamento antisettico delle ferite.

## Opere principali
- Handbuch der praktischen Chirurgie; Tübingen 1854-60, 2 volumi.
- Durchschneidung der Gesichtsnerven beim Gesichtsschmerz; Tübingen 1859
- Behandlung schlecht geheilter Beinbrüche; Berlin 1861
- Die erste Ausrottung eines Polypen in der Kehlkopfhöhle ohne blutige Eröffnung der Luftwege, (2ª edizione - Tübingen 1862; Nachtrag 1863)
- Chirurgische Heilmittellehre; Tübingen 1868-73
- Arzneioperationen oder Darstellung sämtlicher Methoden der manuellen Applikation von Arzneistoffen; Tübingen 1869
- Die Laryngoskopie und laryngoskopische Chirurgie (Laryngoscopy and laryngoscopic surgery); Tübingen 1865, seconda edizione- 1873
- Die Galvano-Chirurgie (Elettrochirurgia); Tübingen 1870
- Die galvanokaustischen Apparate und Instrumente; Tübingen 1878
- Die Amputation der Gliedmaßen durch Zirkelschnitt mit vordern Hautlappen; Tübingen 1879